# 川崎美政
川崎 美政（かわさき よしまさ、文化4年〈1807年〉 - 明治14年〈1881年〉8月16日）とは、江戸時代後期の浮世絵師、武士。

## 来歴
沼田月斎の門人。姓は川崎、名は茂春。俗称六之丞、また略して六之と称す。尾張藩士。作画期は安政から明治初期にかけてで、肉筆画を描いた。息子に川崎千虎がいる。